# Dmitri Koelagin
Dmitri Andrejevitsj Koelagin (Russisch: Дмитрий Андреевич Кулагин) (Moskou, 1 juli 1992) is een professionele basketbalspeler die speelt voor het nationale team van Rusland. Hij kreeg de onderscheiding Meester in de sport van Rusland, Internationale Klasse. Ook kreeg hij het Erecertificaat van de President van de Russische Federatie op 19 juli 2013.

## Carrière
Koelagin begon zijn carrière bij Nizjni Novgorod. Hij haalde met die club de finale om de Beker van Rusland. In 2011 speelde hij voor Trioemf Oblast Moskou Ljoebertsy. In 2012 stapte hij over naar Krasnye Krylja Samara. Met die club won ze de finale om de Beker van Rusland. In 2013 won Koelagin met Samara wel de EuroChallenge door in de finale Pınar Karşıyaka uit Turkije met 77-76 te verslaan. In 2013 keerde Koelagin terug bij Trioemf, dat een jaar later zou verhuizen naar Sint-Petersburg, en Zenit Sint-Petersburg zou gaan heten. In 2015 verhuisde hij naar CSKA Moskou. Met die club won hij het Landskampioenschap van Rusland in 2016 en 2017. Met CSKA won hij in 2016 de finale van de EuroLeague Men. Ze wonnen van Fenerbahçe uit Turkije met 101-96 na verlenging. In 2017 verhuisde hij naar Lokomotiv-Koeban Krasnodar. Met Lokomotiv won hij Bekerwinnaar van Rusland in 2018. Ook behaalde Lokomotiv in 2018 de finale om de EuroCup Men. Ze verloren die finale van Darüşşafaka SK uit Turkije.
Koelagin speelde met Rusland op het Europees kampioenschap 2013 en 2017.

## Privé
Dmitri heeft een jongere broer, Michail Koelagin, die ook een professionele basketbalspeler is.

## Erelijst
- Landskampioen Rusland: 2
  - Winnaar: 2016, 2017
- Bekerwinnaar Rusland: 2
  - Winnaar: 2013, 2018
  - Runner-up: 2011
- EuroLeague Men: 1
  - Winnaar: 2016
- EuroCup Men:
  - Runner-up: 2018
- EuroChallenge: 1
  - Winnaar: 2013